# 佐々木智代
佐々木 智代（ささき ともよ、2月15日 - ）は、日本の女性声優。東京俳優生活協同組合所属。東京都出身。

## 略歴
アミューズメントメディア総合学院東京校卒業。
2013年12月まで青二プロダクション（ジュニア）に所属していた。その後、m&iに所属し2015年3月に退所。フリーを経て、2016年12月から東京俳優生活協同組合に所属。

## 人物
声種はメゾソプラノ。
趣味は劇団四季、ラジオ、お笑い、猫と遊ぶ。
資格は赤十字救急法救急員。

## 出演

### テレビアニメ
2011年
- BLOOD-C（女子生徒）

2012年
- 君と僕。2（内田百合）
- 聖闘士星矢Ω（2012年 - 2013年、子供、赤ん坊）
- 探検ドリランド（妖精、ピロン）
- ONE PIECE エピソードオブナミ 〜航海士の涙と仲間の絆〜（村人）

2013年
- 黒魔女さんが通る!!（日芳向日葵）
- ステラ女学院高等科C3部（寮内の女子B）
- ONE PIECE（子供）

2014年
- ドラゴンボール改（観客、子供）

### 劇場アニメ
2012年
- ねらわれた学園（近藤ゆかり）

### OVA
2011年
- ドラゴンボール エピソード オブ バーダック（村人）

### ゲーム
2011年
- ストマニ 〜Strobe☆Mania（女子生徒 他）
- テイルズ オブ エクシリア

2012年
- 新・剣と魔法と学園モノ。刻の学園（アヤメ）
- 恋は校則に縛られない!

2013年
- CONCEPTIONII 七星の導きとマズルの悪夢（クラウ）
- マブラヴ オルタネイティヴ トータル・イクリプス（ダリナ・クレショワ）

2015年
- 車なごコレクション（ヴィッツ、ラクティス）

2016年
- ドリフトガールズ（小美野有咲）

2023年
- けものフレンズ3（スマトラトラ）

### ドラマCD
- エミル・クロニクル・オンライン 7thアニバーサリードラマCD～ECOねくと！～
- 天使×悪魔 2ndシーズン ドラマCD 3
- トラさんと狼さん2（ウサギさん）
- 腐女子っス!
- 英会話教師 前園くんと後田くん!!（2014年4月）

### 吹き替え
- クリミナル・マインド7 FBI行動分析課（メアリー）
- ジャックとジル
- ボードウォーク・エンパイア2 欲望の街

### ボイスオーバー
- 行列のできる法律相談所（日本テレビ）
- 世界の果てまでイッテQ!（日本テレビ）
- 不可思議探偵団（日本テレビ）

### ラジオ
※はインターネット配信。
- ハマテレビジョン（超!A&G+：2011年4月9日 - 2014年4月5日）※[12]
- がちヨミ!デコよみ!?（ラジオ大阪：2011年8月5日 - 2012年1月27日）
- ルーキー男女で感動の鳥肌おっタツかもしんないSP!!（超!A&G+：2011年12月31日 - 2012年1月1日）※
- 猫ブース鬼パーセント芋（ニコニコ生放送、2014年と2015年に不定期出演）※
- ニコニコ声優グランプリ生放送（体調不良の渕上舞の代役。ニコニコ生放送、2014年9月11日）※

ラジオドラマ
- 青山二丁目劇場
  - 真っ赤な友達（ゆき）
  - ドクター村松の時間旅行～ワシがあいつで、あいつがワシで～（ミヨちゃん）
  - 13日の金曜日vs引きこもり（沙織）
  - トロカデロ（柏木りえ）

### 雑誌
- 保育のひろば

## ディスコグラフィ
| 発売日         | 商品名              | 歌                               | 楽曲                    | 備考                                      |
| -------------- | ------------------- | -------------------------------- | ----------------------- | ----------------------------------------- |
| 2012年6月24日  | Sing a Song Aloud!! | 津田美波、佐々木智代、原嶋あかり | 「Sing a Song Aloud!!」 | Webラジオ『ハマテレビジョン』テーマソング |
| 2019年10月27日 | WHITE ROSE          | 佐々木智代                       | 「レンアイ×ミステリー」 |                                           |